# وودبرن (ایندیانا)
وودبرن، ایندیانا (به انگلیسی: Woodburn, Indiana) یک شهر در ایالات متحده آمریکا با جمعیت ۱٬۵۲۰ نفر است که در ایندیانا واقع شده‌است.

## موقعیت جغرافیایی
موقعیت جغرافیایی شهرها و مناطق اطراف به شرح زیر است: